# Α-ピネンオキシドデシクラーゼ
α-ピネンオキシドデシクラーゼ(Alpha-pinene-oxide decyclase、EC 5.5.1.10)は、以下の化学反応を触媒する酵素である。
α-ピネンオキシド{\displaystyle \rightleftharpoons }(Z)-2-メチル-5-イソプロピルヘキサ-2,5-ジエナール
従って、この酵素の基質はα-ピネンオキシドのみ、生成物は(Z)-2-メチル-5-イソプロピルヘキサ-2,5-ジエナールのみである。
この酵素は異性化酵素、特にその他の基を移す分子内リアーゼに分類される。系統名は、α-ピネン-オキシド リアーゼ(脱環化)(alpha-pinene-oxide lyase (decyclizing))である。他に、alpha-pinene oxide lyaseとも呼ばれる。この酵素は、リモネンとピネンの分解に関与している。